# 泉州公交60路
泉州公交60路是中国泉州市境内的一条公共交通线路，全程23.4公里。起讫点为温陵公交首末站至东宏路首末站，运营时间为双向6:00-19:00。

## 历史
- 2015年4月8日，泉州市道路运输管理处批准泉州公交发展有限公司（公交集团前身）《关于新辟60路公交线的请示》
- 2015年9月16日，泉州市物价局批准60路票价
- 2015年10月12日，泉州公交发布开通60路的通知[1]
- 2015年10月20日，60路正式开通。初期运营区间为泉州汽车站-泉州幼高专，初期运营时间为双向7:00-18:00[2]。使用车辆为自602路退下的1部大金龙XMQ6762NEG3、44路退下的2部亚星JS6906GHA、6路退下的1部大金龙XMQ6891G1型柴油空调公交车。
- 2015年12月，60路退役1部XMQ6891G1。并更换3部14路退下的JS6906GHA型柴油空调公交车
- 2016年5月，60路增加试运营2部大金龙XMQ6850AGBEVL空调电动巴士，并划拨一部JS6906GHA至K501路
- 2016年12月，60路一部XMQ6762NEG因车况较差，更换为1部自K501路归还的亚星JS6906GHA型柴油空调公交车
- 2017年6月10日，60路票价由分段计价¥2.0降为一票制¥1.0[3]
- 2017年10月，60路接手并更换自14路退下的5部中车时代TEG6820BEV01型空调电动巴士。原有5部亚星JS6906GHA退役
- 2018年7月，泉州公交对60路进行高峰期班次加密，每工作日7：40、17：45增加班次[4]，并分别从30路抽调1部金旅XML6855JEVW0C型空调电动巴士套跑60路
- 2018年11月，受缺驾影响，60路不再进行高峰期班次加密。同时增加自6路退下的3部TEG6820BEV01，配车数增至8部[5]
- 2019年，因培英路施工，幼高专无法提供公交停车场地。60路取消途经培英路、幼高专，改为至医大二院东海院区始发终到。首末班及票价不变。
- 2021年3月18日，因环湾公司线路运能扩充需要。东海公司划拨60路1部TEG6820BEV01至202路，60路配车数降为7部。[6]。
- 2022年2月13日，自该日起60路调整首末班时间。医大二院东海院区末班延迟至18:15发车，泉州汽车站首末班调整为7:20-18:20。[7]
- 2022年3月16日，因疫情防控要求暂停中心市区范围内所有公交线路运营。60路自当日首班起暂停运营至4月14日。[8]
- 2022年4月15日，60路恢复运营。起点临时调整至幼高专，并临时取消停靠医大二院东海院区、东海大街中段、东海大街东段、东美街口、公路一公司、泉秀街口、刺桐路口、浦西路口等站点。运营时间临时调整为泉州汽车站7:30-18:00、幼高专7:30-18:00。[9]
- 2022年4月18日，60路恢复至医大二院东海院区始发终到。并恢复停靠医大二院东海院区、东海大街中段、东海大街东段、东美街口、公路一公司、泉秀街口、刺桐路口、浦西路口等站，运营时间恢复为泉州汽车站7:20-18:20、医大二院东海院区：7:00-18:15[10]
- 2022年12月30日，因泉州汽车站已停止运营，自该日起原泉州汽车站更名为温陵公交首末站，泉州汽车站西门更名为温陵路南段站。[11]
- 2023年9月25日，因优化调整，60路自该日起由医大二院东海院区途径嘉吉南路、滨城大街、格联通街、东滨路至公交东海站始发终到，其它不变。[12]
- 2024年7月10日，因公交东海站拆除。60路自该日起取消途径公交东海站、东滨路、格联通街、滨城大街、东海大街、滨海街。改为途径府东路、港湾街至港湾街首末站始发终到[13][14]
- 2024年12月31日，60路全线更换为6部福田BJ6851EVCA-30型空调电动巴士，原配7部TEG6820BEV01退役，配车数降至6部。
- 2025年3月3日，60路与X3路合并运营。60路取消途径宝洲街、田安南路、泉秀街、刺桐南路、港湾街、港湾街首末站。改为途径温陵北路、涂门街、百源路、九一街、丰泽街、田安北路、东涂街、祥远路至公交大厦后按原线路行驶至泉州海警局后转入双垵街、府东路、海星街、丰海路、滨海街、大兴街、东宏路至东宏路首末站始发终到。运营时间调整为双向6:00-19:00，接手并增加自原X3路转配而来的4部金旅XML6606JEVA0C1、1部大金龙XMQ6601CGBEVL型空调电动巴士。里程数由18.7公里增加至23.4公里，票价不变。[15]
- 2025年3月6日，因微7路运能补充需要，60路原配4部XML6606JEVA0C1、1部XMQ6601CGBEVL转入微7路。同时接手并更换自14路退下的6部BJ6851EVCA-30，配车数增加至12部。

## 站点
| 路线 | 路线 | 路线 | 所在地区、街道 | 所在地区、街道 | 站点名               | 备注                   |
| ---- | ---- | ---- | -------------- | -------------- | -------------------- | ---------------------- |
|      |      |      | 丰泽区         | 温陵南路       | 温陵公交首末站       | 起讫站 原名 泉州汽车站 |
|      |      |      | 丰泽区         | 温陵南路       | 海关大楼             |                        |
|      |      |      | 鲤城区         | 涂门街         | 棋盘园               |                        |
|      |      |      | 鲤城区         | 涂门街         | 关帝庙               | 清净寺                 |
|      |      |      | 鲤城区         | 百源路         | 百源路               |                        |
|      |      |      | 鲤城区         | 九一街         | 九一街               |                        |
|      |      |      | 丰泽区         | 丰泽街         | 儿童医院             |                        |
|      |      |      | 丰泽区         | 田安北路       | 丰泽小区             |                        |
|      |      |      | 丰泽区         | 东涂街         | 东涂街               |                        |
|      |      |      | 丰泽区         | 东涂街         | 丰泽区实验小学       |                        |
|      |      |      | 丰泽区         | 东涂街         | 刺桐公园北门         |                        |
|      |      |      | 丰泽区         | 祥远路         | 祥远路南段           |                        |
|      |      |      | 丰泽区         | 祥远路         | 远太苑               | 泉州广播电视中心       |
|      |      |      | 丰泽区         | 祥远路         | 祥远路北段           |                        |
|      |      |      | 丰泽区         | 丰泽街         | 公交大厦             |                        |
|      |      |      | 丰泽区         | 安吉路         | 边防小区             | 原名 坪山洞东侧        |
|      |      |      | 丰泽区         | 安吉路         | 山海路口             | ↓ 原名 东星            |
|      |      |      | 丰泽区         | 山海路         | 桃花山公园           |                        |
|      |      |      | 丰泽区         | 丰海路         | 泉州海警局           | 原名 海警二支队        |
|      |      |      | 丰泽区         | 双垵街         | 海星小区             |                        |
|      |      |      | 丰泽区         | 双垵街         | 市政务服务中心       | 双垵街                 |
|      |      |      | 丰泽区         | 府东路         | 市政务服务中心       | 原名 府东路北段        |
|      |      |      | 丰泽区         | 海星街         | 晋光小学东海校区     | 原名 海星街东段        |
|      |      |      | 丰泽区         | 滨海街         | 滨海街东段           | 原名 连捷国际中心      |
|      |      |      | 丰泽区         | 滨海街         | 滨海街中段           |                        |
|      |      |      | 丰泽区         | 滨海街         | 东海大街口           | 原名 滨海街西二段      |
|      |      |      | 丰泽区         | 滨海街         | 滨海街南段           |                        |
|      |      |      | 丰泽区         | 大兴街         | 丰泽区第三实验幼儿园 |                        |
|      |      |      | 丰泽区         | 东宏路         | 东宏路首末站         | 起讫站                 |

## 票价
60路计价方式为一票制，票价¥1.0。
- 泉通卡普通卡9折，月票卡乘坐刷1次。敬老卡、爱心卡有效
- 可使用泉城通APP及支付宝、云闪付、微信乘车码支付

## 配车
60路配车数总计12部，其中：
- 福田BJ6851EVCA-30  12部

- 亚星JS6906GHA
（2015.10 - 2017.10）
- 中车时代TEG6820BEV01
（2017.10 - 2024.12）
- 福田BJ6851EVCA-30
（2024.12 - ）

## 相关
- 泉州公交线路列表